# Circé (logiciel)
Pour les articles homonymes, voir Circé (homonymie).
 (août 2009).
Si vous disposez d'ouvrages ou d'articles de référence ou si vous connaissez des sites web de qualité traitant du thème abordé ici, merci de compléter l'article en donnant les références utiles à sa vérifiabilité et en les liant à la section « Notes et références ».
Circé est un logiciel mis à disposition par l'Institut national de l'information géographique et forestière (IGN) pour effectuer des reprojections de listes de points.
Circé constitue l'implémentation de référence qui permet de vérifier les résultats obtenus par d'autres logiciels. Il permet de réaliser la plupart des transformations de coordonnées en France. Il traite les coordonnées géographiques, cartésiennes et planes Lambert (I, II, III et IV), Lambert 93, CC 9 zones, UTM fuseaux 30, 31 et 32 (soit les principaux systèmes de projection couvrant la France métropolitaine). Il permet les transformations entre les systèmes ED50, WGS 84, NTF et RGF93.